# 太古
太古（たいこ）は、野母商船が運航するフェリー。博多港と五島列島の各島を結ぶ航路に就航している。

## 概要
1992年に就航した太古 (3代)の代船として建造された。国土交通省、長崎県、関係市町が推進する離島航路対策の一環として行われている基幹航路運賃低廉化対策事業から建造費22億円の全額補助を受けて建造され、就航後は運賃が約2割引き下げられた。
車両甲板は1層で、ランプは船尾のみ設置されている。船型の大型化により車両積載数が11台増加した。先代と同様にハイブリッド双船尾船型を採用しているが、改良により航海速力が更に向上し、所要時間が約1時間短縮された。船室は2層で個室が増やされ、バリアフリー対応となった。推進性、操縦性、耐航性の向上と船内設備の充実、快適性への配慮が評価され、シップ・オブ・ザ・イヤー2014小型客船部門賞を受賞した。
2014年6月10日に竣工、6月22日から7月3日にかけて、宇久港、小値賀港、青方港、奈留港、福江港、長崎港の各港で内覧会が開催された。7月7日の博多発下り便より運航を開始した。同時に下り便のみ寄港していた若松港へ寄港しないダイヤとなった。

## 船内設備

### 2F（指定席）
- スイート（1室）
- ツイン（16室）
- ファミリー（2室）
- グリーン寝台
- グリーン和室
- 展望ラウンジ - 下り便の利用時間は21時45分～23時30分まで。荒天時は閉鎖となる場合がある。
- プロムナード

### 1F（パブリックスペース）
- スタンダード
- 女性専用スタンダード
- シャワールーム（男性・女性）
- キッズルーム - 下り便の利用時間は21時45分～23時30分まで。荒天時は閉鎖となる場合がある。
- リラックスルーム
- 後方ラウンジ
- 売店
- 案内所